# Vaartkapoen

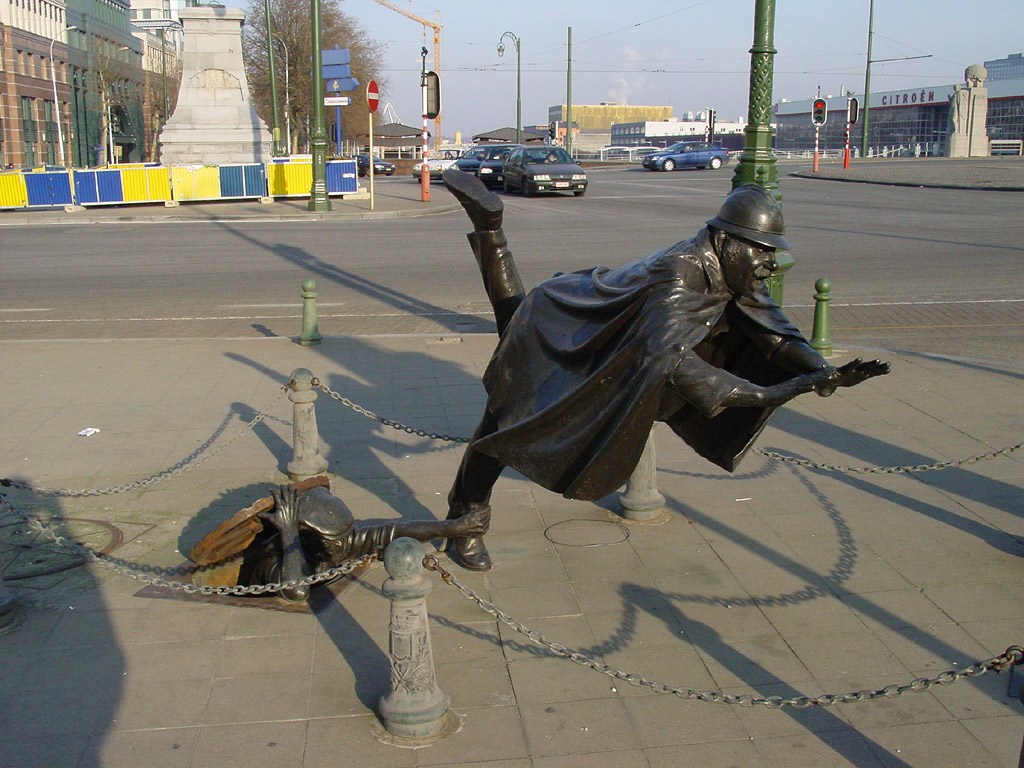
Il Vaartkapoen, Place Sainctelette a Molenbeek-Saint-Jean

Il Vaartkapoen è una scultura di Tom Frantzen posta nella place Sainctelette a Molenbeek-Saint-Jean (1985). Essa rappresenta un poliziotto di Bruxelles catturato da un "furfante del canale" che esce da una fogna. L'artista ha voluto rappresentare «la gioventù che fa vacillare l'autorità».